# Nekrolog 3. Quartal 1994
Nekrolog
◄◄
| ◄
| 1990
| 1991
| 1992
| 1993
| 1994 | 1995 | 1996 | 1997 | 1998 | ► | ►►
1. Quartal |
2. Quartal |
3. Quartal |
4. Quartal 1994
Weitere Ereignisse | Allgemeiner Nekrolog 1994
Die Beschreibung der verstorbenen Person sollte so kurz wie möglich gehalten sein und nur deren signifikante Tätigkeit(en) enthalten.
Neue Namen ggf. auch unter dem Geburts- und Sterbedatum, also etwa unter 1. Januar und im Geburts- und Sterbejahr (2024) eintragen (nur bei entsprechender großer Wichtigkeit). Für Beispiele siehe die schon vorhandenen Artikel.
Außerdem über die fünf zuletzt Verstorbenen, zu denen es einen ausreichend guten Artikel für eine Präsentation auf der Hauptseite gibt, nach der todesbedingten Überarbeitung der Artikel ggf. auch unter Wikipedia Diskussion:Hauptseite informieren und sie am besten auch in den anderen Wikipedia-Sprachversionen eintragen. Tipp: Regelmäßig bei news.google.de nach „ist tot“, „gestorben“ oder „verstorben“ suchen.
Wenn eine Person gestorben ist, gibt es viele Seiten zu dieser Person in der Wikipedia, die davon auch betroffen sind und entsprechend aktualisiert werden müssen. Beispiele: Namenübersichtsseite, Geburtsjahr, Geburtsort-Seiten und viele mehr.
Wie finde ich die betroffenen Seiten?
Im Suchfeld auf der linken Seite gibt man den Suchbegriff so ein: „Vorname Nachname“. Dann klickt man auf Volltext und alle Seiten mit entsprechendem Suchtext werden aufgerufen. Hier sieht man dann schnell, wo auch das Todesjahr Sinn macht oder sogar ein Teil des Artikels angepasst werden muss. Auch hilft das „Werkzeug“ auf der linken Seite sehr gut, um solche Seiten aufzufinden: „Links auf diese Seite“. Somit ist die Wikipedia wieder aktuell in allen Bereichen! Hinweis: bei Eintragung der Kategorie „Gestorben JAHR“ wird der Missbrauchsfilter 49 ausgelöst, was jedoch nicht schlimm ist. Siehe: Spezial:Missbrauchsfilter/49
Dies ist eine Liste von im dritten Quartal 1994 verstorbenen bekannten Persönlichkeiten. Die Einträge erfolgen innerhalb der einzelnen Daten alphabetisch sortiert. Tiere sind im Nekrolog für Tiere zu finden.

## Juli
| Tag      | Name                                     | Beruf, bekannt als                                                                                              | Alter | Beleg |
| -------- | ---------------------------------------- | --- | ----- | ----- |
| 1. Juli  | Louis Julius Lekai                       | US-amerikanischer Zisterziensermönch, Hochschullehrer und Ordenshistoriker ungarischer Herkunft                 | 78    |       |
| 1. Juli  | Bernhard Stümpel                         | deutscher Prähistoriker und Denkmalpfleger                                                                      | 69    |       |
| 1. Juli  | Warren Tallman                           | US-amerikanischer Literaturwissenschaftler                                                                      | 72    |       |
| 1. Juli  | Bernd Tönnies                            | deutscher Unternehmer und Sportfunktionär                                                                       | 42    |       |
| 1. Juli  | Hedda Zinner                             | deutsche Schriftstellerin, Schauspielerin, Kabarettistin, Rezitatorin, Journalistin und Rundfunkleiterin        | 90    |       |
| 2. Juli  | Lucio Amelio                             | italienischer Sammler und Kunsthändler                                                                          | 62    |       |
| 2. Juli  | Roberto Balado                           | kubanischer Boxer                                                                                               | 25    |       |
| 2. Juli  | Nino Borghi                              | österreichisch-italienischer Filmarchitekt                                                                      | 76    |       |
| 2. Juli  | Andrés Escobar                           | kolumbianischer Fußballspieler                                                                                  | 27    |       |
| 2. Juli  | Giovanni Battista Guidotti               | italienischer Automobilrennfahrer und Automobilmanager                                                          | 92    |       |
| 2. Juli  | Käthe Manasse                            | deutsche Richterin                                                                                              | 88    |       |
| 2. Juli  | Heinrich von zur Mühlen                  | deutscher Ministerialbeamter                                                                                    | 86    |       |
| 2. Juli  | Santiago Pérez Sánchez                   | venezolanischer römisch-katholischer Geistlicher, Apostolischer Vikar von Caroní                                | 52    |       |
| 2. Juli  | Marion Williams                          | amerikanische Gospelsängerin                                                                                    | 66    |       |
| 3. Juli  | Duarte Manuel Bello                      | portugiesischer Segler                                                                                          | 72    |       |
| 3. Juli  | Toni Eisgruber                           | deutscher nordischer Skisportler                                                                                | 81    |       |
| 3. Juli  | Karl Fehr                                | Schweizer Literaturwissenschaftler                                                                              | 83    |       |
| 3. Juli  | Eduard Herterich                         | deutscher Maler                                                                                                 | 89    |       |
| 3. Juli  | Lew Hoad                                 | australischer Tennisspieler                                                                                     | 59    |       |
| 3. Juli  | Anna Johnson Julian                      | US-amerikanische Soziologin, Hochschullehrerin und Bürgerrechtlerin                                             | 90    |       |
| 3. Juli  | Vytautas Pranciškus Lukaševičius         | litauischer Forstingenieur und Forstpolitiker                                                                   | 61    |       |
| 3. Juli  | John Aloysius Marshall                   | US-amerikanischer Geistlicher, Bischof von Springfield                                                          | 66    |       |
| 4. Juli  | Manuel Araya                             | chilenischer Fußballspieler                                                                                     | 46    |       |
| 4. Juli  | Almiro Bergamo                           | italienischer Ruderer                                                                                           | 81    |       |
| 4. Juli  | Antoine Joubeir                          | libanesischer Geistlicher, Erzbischof von Tripolis                                                              | 75    |       |
| 4. Juli  | Harvey Patton                            | deutscher Schriftsteller und Science-Fiction-Autor                                                              | 71    |       |
| 4. Juli  | S. E. Rogie                              | sierra-leonischer Musiker                                                                                       | ≈68   |       |
| 4. Juli  | Frank Seiboth                            | deutscher Politiker (GB/BHE, GDP, SPD), MdL, MdB                                                                | 82    |       |
| 5. Juli  | Charles Comfort                          | schottisch-kanadischer Maler, Bildhauer, Lehrer, Schriftsteller und Kulturmanager                               | 93    |       |
| 5. Juli  | Martin Eisentraut                        | deutscher Mammaloge und Herpetologe                                                                             | 91    |       |
| 5. Juli  | Hans Rudolf Hilty                        | Schweizer Schriftsteller und Publizist                                                                          | 68    |       |
| 5. Juli  | Florian Kindle                           | liechtensteinischer Politiker (VU) und Sportfunktionär                                                          | 86    |       |
| 5. Juli  | Bogdan Krizman                           | jugoslawischer Historiker                                                                                       | 80    |       |
| 5. Juli  | Mavid Popović                            | jugoslawischer Schauspieler                                                                                     | 84    |       |
| 5. Juli  | Tawfiq Ziad                              | palästinensisch-israelischer Politiker und Poet                                                                 | 65    |       |
| 6. Juli  | Anne Kohn-Feuermann                      | österreichische Widerstandskämpferin im österreichischen Ständestaat                                            | 80    |       |
| 6. Juli  | Cameron Mitchell                         | US-amerikanischer Schauspieler                                                                                  | 75    |       |
| 6. Juli  | Sebastiano Torchio                       | italienischer Radrennfahrer                                                                                     | 75    |       |
| 6. Juli  | Dieter Wyss                              | deutscher Psychiater, Psychotherapeut und Hochschullehrer                                                       | 70    |       |
| 7. Juli  | Aaron Antonovsky                         | US-amerikanisch-israelischer Soziologe                                                                          | 70    |       |
| 7. Juli  | Bruno Bartholome                         | deutscher Leichtathlet                                                                                          | 66    |       |
| 7. Juli  | Carlo Chiti                              | italienischer Konstrukteur von Rennsportwagen und -motoren                                                      | 69    |       |
| 7. Juli  | Anita Garvin                             | US-amerikanische Schauspielerin                                                                                 | 88    |       |
| 7. Juli  | Friedrich August Freiherr von der Heydte | deutscher Offizier, Jurist, Hochschullehrer, Politiker (CSU), MdL und Statthalter des Ritterorden vom Heilig... | 87    |       |
| 7. Juli  | Clara Klabunde                           | deutsche Gerichtspräsidentin                                                                                    | 87    |       |
| 7. Juli  | José María Ruda                          | argentinischer Jurist, Präsident des Internationalen Gerichtshofs (1988–1991)                                   | 69    |       |
| 7. Juli  | Ludwig Wesch                             | deutscher Physiker, Hochschullehrer und SD-Funktionär                                                           | 85    |       |
| 8. Juli  | Jan Březina                              | tschechischer Philosoph                                                                                         | 64    |       |
| 8. Juli  | Marc Cautenet                            | französischer Radrennfahrer                                                                                     | 71    |       |
| 8. Juli  | Christian-Jaque                          | französischer Regisseur                                                                                         | 89    |       |
| 8. Juli  | Kim Il-sung                              | kommunistischer Machthaber Nordkoreas                                                                           | 82    |       |
| 8. Juli  | Raymond Lussan                           | französischer Automobilrennfahrer                                                                               | 90    |       |
| 8. Juli  | Flower A. Newhouse                       | US-amerikanische Autorin                                                                                        | 85    |       |
| 8. Juli  | Horst Sandtmann                          | deutscher Architekt                                                                                             | 71    |       |
| 8. Juli  | Dick Sargent                             | US-amerikanischer Schauspieler                                                                                  | 64    |       |
| 9. Juli  | Sabby Lewis                              | US-amerikanischer Jazzmusiker und Bandleader                                                                    | 79    |       |
| 9. Juli  | Bill Mosienko                            | kanadischer Eishockeyspieler                                                                                    | 72    |       |
| 9. Juli  | Paul M. Naghdi                           | iranisch-US-amerikanischer Ingenieurwissenschaftler für Mechanik                                                | 70    |       |
| 9. Juli  | Franz Rosenberg                          | deutscher Architekt und Stadtplaner, bremischer Baubeamter und Senatsbaudirektor                                | 82    |       |
| 9. Juli  | Charles S. Thompson                      | US-amerikanischer Filmschauspieler und Szenenbildner                                                            | 85    |       |
| 10. Juli | Agustí Alaman i Rodrigo                  | valencianischer Komponist, Pianist und Chorleiter                                                               | 82    |       |
| 10. Juli | Lélia Gonzalez                           | brasilianische Bürgerrechtlerin afrobrasilianischer Frauen, Hochschullehrerin und Feministin                    | 59    |       |
| 10. Juli | Kurt Josten                              | deutscher Jurist; beteiligt am „Aktionsplan Jung“                                                               | 82    |       |
| 10. Juli | John Thomson                             | britischer Offizier der Luftstreitkräfte des Vereinigten Königreichs                                            | 53    |       |
| 11. Juli | Lex Humphries                            | US-amerikanischer Jazz-Schlagzeuger                                                                             | 57    |       |
| 11. Juli | Gary Kildall                             | US-amerikanischer Informatiker                                                                                  | 52    |       |
| 11. Juli | Savannah                                 | US-amerikanische Pornodarstellerin                                                                              | 23    |       |
| 12. Juli | Irena Krzywicka                          | polnische Feministin                                                                                            | 95    |       |
| 12. Juli | David M. Lewis                           | britischer Althistoriker                                                                                        | 66    |       |
| 12. Juli | Thuisko von Metzsch                      | deutscher Unternehmer                                                                                           | 76    |       |
| 12. Juli | Charles A. Whitten                       | US-amerikanischer Geodät                                                                                        | 84    |       |
| 13. Juli | Anita Bärwirth                           | deutsche Kunstturnerin                                                                                          | 75    |       |
| 13. Juli | Ulrich Bleiker                           | Schweizer Plastiker und Objektkünstler (Naive Kunst)                                                            | 80    |       |
| 13. Juli | Eddie Boyd                               | US-amerikanischer Musiker                                                                                       | 79    |       |
| 13. Juli | Käthe Guss                               | deutsche Operettensängerin und Schauspielerin                                                                   | 87    |       |
| 13. Juli | Juozas Miltinis                          | litauischer Theaterregisseur, Schauspieler und Gründer des Juozas-Miltinis-Dramatheaters in Panevėžys           | 86    |       |
| 13. Juli | Georg Trenkwitz                          | österreichischer Schauspieler                                                                                   | 55    |       |
| 13. Juli | Marik Vos-Lundh                          | schwedische Kostümbildnerin                                                                                     | 71    |       |
| 13. Juli | Olin C. Wilson                           | US-amerikanischer Astronom                                                                                      | 85    |       |
| 14. Juli | Richard Arioli                           | Schweizer Landschaftsarchitekt                                                                                  | 89    |       |
| 14. Juli | Johannes Bechert                         | deutscher Sprachwissenschaftler und Professor für Linguistik                                                    | 62    |       |
| 14. Juli | Robert Jungk                             | deutsch-österreichischer Publizist, Journalist und Zukunftsforscher                                             | 81    |       |
| 14. Juli | Eric Linden                              | US-amerikanischer Schauspieler                                                                                  | 84    |       |
| 14. Juli | Wilhelm Maibaum                          | deutscher Politiker (SPD), MdB                                                                                  | 75    |       |
| 14. Juli | Walter Maier-Kößler                      | deutscher Maler                                                                                                 | 80    |       |
| 14. Juli | Theo Nischwitz                           | deutscher Spezialeffektkünstler, Kameramann und Pyrotechniker                                                   | 81    |       |
| 14. Juli | Raymond Roy-Camille                      | französischer Orthopäde und Traumatologe                                                                        | 67    |       |
| 14. Juli | Elli Stoi                                | österreichische Kunsthandwerkerin                                                                               | 92    |       |
| 15. Juli | William Walters                          | südafrikanischer Sprinter                                                                                       | 86    |       |
| 16. Juli | Curt Froboese                            | deutscher Pathologe und Hochschullehrer                                                                         | 103   |       |
| 16. Juli | Klaus-Detlev Grothusen                   | deutscher Historiker                                                                                            | 65    |       |
| 16. Juli | Kurt Morawietz                           | deutscher Schriftsteller                                                                                        | 64    |       |
| 16. Juli | Wilhelm Nyssen                           | deutscher römisch-katholischer Geistlicher, Hochschulpfarrer                                                    | 69    |       |
| 16. Juli | Josef Prentl                             | deutscher Offizier und Politiker (CSU), MdL                                                                     | 77    |       |
| 16. Juli | Julian Seymour Schwinger                 | US-amerikanischer Physiker                                                                                      | 76    |       |
| 17. Juli | André Blusset                            | französischer Skilangläufer                                                                                     | 90    |       |
| 17. Juli | Jean Borotra                             | französischer Tennisspieler und Minister                                                                        | 95    |       |
| 17. Juli | Marlene Jantsch                          | österreichische Ärztin und Medizinhistorikerin                                                                  | 76    |       |
| 17. Juli | Clara Kohn-Liebmann                      | österreichisch-chilenische Internistin und Kardiologin                                                          | 98    |       |
| 17. Juli | Hinrich Kruse                            | deutscher Schriftsteller, Hörspielautor, Herausgeber und Sammler niederdeutscher Volksgeschichten               | 77    |       |
| 17. Juli | Enrique San Pedro                        | kubanisch-US-amerikanischer Geistlicher, Bischof von Brownsville                                                | 68    |       |
| 17. Juli | Shioda Gōzō                              | japanischer Aikidoka, Gründer des Yoshinkan-Aikidō                                                              | 78    |       |
| 18. Juli | Sebastián Piana                          | argentinischer Tangokomponist, Pianist und Musikpädagoge                                                        | 90    |       |
| 18. Juli | Gottfried Reinhardt                      | österreichisch-US-amerikanischer Filmproduzent und Filmregisseur                                                | 81    |       |
| 18. Juli | Jens Scheer                              | deutscher Atomphysiker und Atomkraftgegner                                                                      | 59    |       |
| 19. Juli | Enid Balint                              | britische Psychoanalytikerin und Sozialarbeiterin                                                               | 90    |       |
| 19. Juli | Rudolf Firkušný                          | tschechischer Pianist                                                                                           | 82    |       |
| 19. Juli | Ray Flaherty                             | US-amerikanischer American-Football-Spieler und -Trainer                                                        | 90    |       |
| 19. Juli | Max Gurny                                | Schweizer Jurist und Politiker (SP)                                                                             | 95    |       |
| 19. Juli | Hans-Joachim Hoffmann                    | deutscher Politiker (SED), MdV, Minister für Kultur der DDR                                                     | 64    |       |
| 19. Juli | Hugo Karpf                               | deutscher Politiker (BVP, CSU), MdR, MdB                                                                        | 99    |       |
| 19. Juli | Frederik van der Meer                    | niederländischer Kleriker, katholischer Theologe, Kunstgeschichtler und Kirchenhistoriker                       | 89    |       |
| 19. Juli | Ernst Müller-Hermann                     | deutscher Politiker (CDU), MdBB, MdB, MdEP und Journalist                                                       | 78    |       |
| 20. Juli | Pierre Alexandre                         | französischer Anthropologe und Sprachwissenschaftler                                                            | 71    |       |
| 20. Juli | Paul Delvaux                             | belgischer Maler des Surrealismus                                                                               | 96    |       |
| 20. Juli | Waldemar Dras                            | polnischer Lyriker                                                                                              | 39    |       |
| 20. Juli | Günter Fromm                             | deutscher Autor zur Thüringer Eisenbahngeschichte                                                               | 67    |       |
| 20. Juli | Patrick J. Hillings                      | US-amerikanischer Politiker                                                                                     | 71    |       |
| 20. Juli | Suzanne Juyol                            | französische Opernsängerin                                                                                      | 74    |       |
| 20. Juli | Wladimir Alexejewitsch Lotarjow          | sowjetischer Konstrukteur von Strahltriebwerken                                                                 | 79    |       |
| 20. Juli | Hans Vollmann                            | österreichischer Politiker (ÖVP), Landtagsabgeordneter, Abgeordneter zum Nationalrat                            | 85    |       |
| 20. Juli | Maria Zachwatowicz                       | polnische Architektin                                                                                           | 92    |       |
| 21. Juli | John Ernest                              | US-amerikanisch-britischer Maler und Reliefkünstler                                                             | 72    |       |
| 21. Juli | Josef Fruth                              | deutscher Maler, Graphiker, Lyriker und Schriftsteller sowie Illustrator von Zeitungen und Büchern              | 83    |       |
| 21. Juli | Marijac                                  | französischer Comiczeichner                                                                                     | 85    |       |
| 21. Juli | Henri Mouillefarine                      | französischer Radsportler                                                                                       | 83    |       |
| 21. Juli | Hugh Scott                               | US-amerikanischer Politiker                                                                                     | 93    |       |
| 22. Juli | Julius Stratton                          | US-amerikanischer Elektroingenieur                                                                              | 93    |       |
| 22. Juli | Odiel Van Hevel                          | belgischer Radrennfahrer                                                                                        | 91    |       |
| 23. Juli | Ralph Steele Boggs                       | US-amerikanischer Romanist, Hispanist, Volkskundler, Parömiologe und Märchenforscher                            | 92    |       |
| 23. Juli | Mario Brega                              | italienischer Schauspieler                                                                                      | 71    |       |
| 23. Juli | Umberto Cerati                           | italienischer Mittel- und Langstreckenläufer                                                                    | 83    |       |
| 23. Juli | Beate Fischer                            | Mordopfer rechtsextremer Gewalt                                                                                 | 32    |       |
| 23. Juli | August Leidl                             | deutscher Kirchenhistoriker und Hochschullehrer                                                                 | 61    |       |
| 23. Juli | Hans J. Salter                           | österreichisch-US-amerikanischer Kapellmeister und Filmkomponist                                                | 98    |       |
| 23. Juli | Grete Schickedanz                        | deutsche Unternehmerin                                                                                          | 82    |       |
| 24. Juli | Heinz Arnold                             | deutscher Opernregisseur und Hochschullehrer                                                                    | 88    |       |
| 24. Juli | Robert Wangila                           | kenianischer Boxer                                                                                              | 26    |       |
| 25. Juli | John Dengler                             | US-amerikanischer Jazzmusiker                                                                                   | 67    |       |
| 25. Juli | Earl Freeman                             | US-amerikanischer Jazzmusiker                                                                                   | 63    |       |
| 25. Juli | Gerhard Goßmann                          | deutscher Graphiker und Illustrator                                                                             | 81    |       |
| 25. Juli | Otto Uechtritz                           | deutscher Militär, Generalleutnant der Bundeswehr und Geschäftsführer der Oldenburgischen Landschaft            | 83    |       |
| 25. Juli | Vittorio Bonicelli                       | italienischer Drehbuchautor und Fernsehproduzent                                                                | 75    |       |
| 26. Juli | Heinrich Drake                           | deutscher Bildhauer                                                                                             | 91    |       |
| 26. Juli | Christy Henrich                          | US-amerikanische Turnerin                                                                                       | 22    |       |
| 26. Juli | Karl Wilhelm von Kleist                  | deutscher Offizier, zuletzt Brigadegeneral der Bundeswehr                                                       | 80    |       |
| 26. Juli | Ernst Schröder                           | deutscher Schauspieler und Regisseur                                                                            | 79    |       |
| 26. Juli | Terry Scott                              | britischer Schauspieler und Komiker                                                                             | 67    |       |
| 26. Juli | Günter Sondergeld                        | deutscher Jurist                                                                                                | 45    |       |
| 26. Juli | Yoshiyuki Junnosuke                      | japanischer Schriftsteller                                                                                      | 70    |       |
| 27. Juli | Kevin Carter                             | südafrikanischer Fotojournalist                                                                                 | 33    |       |
| 27. Juli | Rosa Chacel                              | spanische Schriftstellerin                                                                                      | 96    |       |
| 27. Juli | Giuseppe Di Martino                      | italienischer Theaterschaffender und Filmregisseur                                                              | 73    |       |
| 27. Juli | Ludwik Janczyszyn                        | polnischer Admiral und Politiker, Mitglied des Sejm                                                             | 71    |       |
| 27. Juli | Lore Neugebauer                          | deutsche Politikerin (SPD)                                                                                      | 66    |       |
| 27. Juli | Iwan Fjodorowitsch Petrow                | russischer Testpilot und Hochschullehrer                                                                        | 96    |       |
| 27. Juli | Ernst Schindler                          | Schweizer Architekt                                                                                             | 92    |       |
| 27. Juli | Karl Stephani                            | österreichischer Offizier und Politiker                                                                         | 78    |       |
| 28. Juli | Bernard Delfont, Baron Delfont           | britischer Theater- und Fernsehproduzent                                                                        | 84    |       |
| 28. Juli | Charles Poswick                          | belgischer Politiker                                                                                            | 69    |       |
| 28. Juli | Erwin Ringel                             | österreichischer Tiefenpsychologe und Neurologe                                                                 | 73    |       |
| 29. Juli | Grigol Abaschidse                        | georgisch-sowjetischer Dichter und Romanautor                                                                   | 79    |       |
| 29. Juli | Dorothy Crowfoot Hodgkin                 | englische Biochemikerin, Nobelpreisträgerin                                                                     | 84    |       |
| 29. Juli | Siegfried Dallmann                       | deutscher Politiker (NDPD), Abgeordneter der Volkskammer                                                        | 79    |       |
| 29. Juli | Joe Schorn                               | deutscher Schauspieler und Sänger                                                                               | 83    |       |
| 29. Juli | Paul Francis Tanner                      | US-amerikanischer Geistlicher, Bischof von Saint Augustine                                                      | 89    |       |
| 30. Juli | Ipče Ahmedovski                          | jugoslawischer Sänger                                                                                           | 28    |       |
| 30. Juli | Wilhelm Eckström                         | deutscher Politiker (SPD)                                                                                       | 73    |       |
| 30. Juli | Konstantin Kalser                        | deutschamerikanischer Fotograf, Filmproduzent und Filmregisseur                                                 | 73    |       |
| 30. Juli | Atanasio Pardo                           | chilenischer Fußballspieler                                                                                     | 94    |       |
| 30. Juli | Emil Kuhn-Schnyder                       | Schweizer Paläontologe                                                                                          | 89    |       |
| 30. Juli | Reinaldo Povod                           | US-amerikanischer Dramatiker                                                                                    |       |       |
| 30. Juli | Derek Raymond                            | britischer Schriftsteller                                                                                       | 63    |       |
| 30. Juli | Theo van Scheltinga                      | niederländischer Schachmeister                                                                                  | 80    |       |
| 30. Juli | Karl Voigt                               | deutscher Bildhauer                                                                                             | 71    |       |
| 30. Juli | Bruno Wansierski                         | deutscher Politoffizier (SED) und Vizeadmiral                                                                   | 89    |       |
| 31. Juli | Johanna Adriana Ader-Appels              | niederländische Predigerin und Widerstandskämpferin während des Zweiten Weltkriegs                              | 88    |       |
| 31. Juli | Manfred Bacher                           | deutscher Autor, Spieleerfinder und Segelflieger                                                                | 71    |       |
| 31. Juli | Roy Billinge                             | britischer Physiker                                                                                             | 56    |       |
| 31. Juli | Karola Bloch                             | polnisch-deutsche Architektin und Publizistin                                                                   | 89    |       |
| 31. Juli | Elisabeth Haich                          | ungarische Pianistin, Bildhauerin und Esoterikerin                                                              | 97    |       |
| 31. Juli | Werner Koch                              | deutscher Widerstandskämpfer und evangelischer Geistlicher                                                      | 83    |       |
| 31. Juli | Jan Schoonhoven                          | niederländischer Maler                                                                                          | 80    |       |
| 31. Juli | Anne Shelton                             | englische Sängerin                                                                                              | 70    |       |
| Juli     | Renate Pelster                           | deutsche Schauspielerin                                                                                         | 43    |       |
| Juli     | Wolfgang Roß                             | deutscher Politiker (NPD)                                                                                       | 59    |       |
| Juli     | John S. R. Shad                          | US-amerikanischer Rechtsanwalt, Politiker und Manager                                                           | 71    |       |

## August
| Tag        | Name                                  | Beruf, bekannt als                                                                                             | Alter | Beleg |
| ---------- | ------------------------------------- | --- | ----- | ----- |
| 01. August | Pierre Alleene                        | französischer Gewichtheber                                                                                     | 85    |       |
| 1. August  | Stanislav Barabáš                     | slowakischer Filmregisseur und Drehbuchautor                                                                   | 70    |       |
| 1. August  | George Dixon                          | US-amerikanischer Jazzmusiker und Arrangeur                                                                    | 85    |       |
| 1. August  | Jorge Martínez Martínez               | mexikanischer Geistlicher, Weihbischof in Mexiko-Stadt                                                         | 76    |       |
| 1. August  | Charlotte Petersen                    | deutsche Journalistin                                                                                          | 90    |       |
| 1. August  | Braulio Sánchez Fuentes               | mexikanischer Ordensgeistlicher, Prälat von Mixes                                                              | 71    |       |
| 1. August  | Wolf-Udo Smidt                        | deutscher evangelischer Theologe                                                                               | 65    |       |
| 2. August  | Fahri Atabey                          | türkischer Mediziner und ehemaliger Bürgermeister Istanbuls                                                    |       |       |
| 2. August  | Valère Depauw                         | belgischer Schriftsteller und flämischer Nationalist                                                           | 82    |       |
| 2. August  | Harold Etherington                    | britisch-amerikanischer Kerntechniker                                                                          | 94    |       |
| 2. August  | Kelpo Gröndahl                        | finnischer Ringer                                                                                              | 74    |       |
| 2. August  | William Pat Jennings                  | US-amerikanischer Politiker                                                                                    | 74    |       |
| 2. August  | Tadeu Henrique Prost                  | US-amerikanischer römisch-katholischer Ordensgeistlicher und Weihbischof                                       | 78    |       |
| 2. August  | Hilde Radusch                         | deutsche Widerstandskämpferin und Frauenrechtlerin                                                             | 90    |       |
| 2. August  | Stefan Rozental                       | polnischer Atomphysiker                                                                                        | 90    |       |
| 3. August  | Rildia Bee Cliburn                    | US-amerikanische Musikpädagogin                                                                                |       |       |
| 3. August  | Bojan Čop                             | jugoslawischer Sprachwissenschaftler                                                                           | 71    |       |
| 3. August  | Innokenti Michailowitsch Smoktunowski | russischer Schauspieler                                                                                        | 69    |       |
| 3. August  | Jorge Sota                            | mexikanischer Fußballspieler                                                                                   | 82    |       |
| 4. August  | Ciro dos Anjos                        | brasilianischer Jurist, Journalist und Schriftsteller                                                          | 87    |       |
| 4. August  | René Bernasconi                       | Schweizer Maler, Grafiker und Plastiker                                                                        | 84    |       |
| 4. August  | Ludmilla Herzenstein                  | deutsche Architektin, Stadtplanerin und Kinderbuchautorin russischer Herkunft                                  | 88    |       |
| 4. August  | Jürgen Jürgens                        | deutscher Chorleiter und Dirigent                                                                              | 68    |       |
| 4. August  | Giovanni Spadolini                    | italienischer Journalist, Historiker und Politiker (Partito Repubblicano Italiano)                             | 69    |       |
| 4. August  | Martin Strolz                         | österreichischer Skirennläufer                                                                                 | 62    |       |
| 5. August  | Alain de Changy                       | belgischer Autorennfahrer                                                                                      | 72    |       |
| 5. August  | Ami Harten                            | israelischer Mathematiker                                                                                      |       |       |
| 5. August  | Terry Hibbitt                         | englischer Fußballspieler                                                                                      | 46    |       |
| 5. August  | Daniela Jutzeler                      | Schweizer Rollstuhlsportlerin                                                                                  | 27    |       |
| 5. August  | Solomon Kullback                      | US-amerikanischer Mathematiker und Kryptologe                                                                  | 87    |       |
| 5. August  | Gerry O’Sullivan                      | irischer Politiker (Irish Labour Party)                                                                        | 58    |       |
| 5. August  | Josef Polák                           | tschechischer Architekt                                                                                        | 70    |       |
| 5. August  | Konstantin Schönbächler               | Schweizer Ländlermusiker                                                                                       | 69    |       |
| 6. August  | Henri Arends                          | niederländischer Dirigent                                                                                      | 73    |       |
| 6. August  | János Borbándi                        | ungarischer kommunistischer Politiker                                                                          | 71    |       |
| 6. August  | Harald Hauser                         | deutscher Schriftsteller                                                                                       | 81    |       |
| 6. August  | Domenico Modugno                      | italienischer Sänger, Songwriter und Politiker, Mitglied der Camera dei deputati                               | 66    |       |
| 6. August  | Jacques Pelzer                        | belgischer Jazz-Saxophonist                                                                                    | 70    |       |
| 6. August  | Max Morell                            | Schweizer Schriftsteller, vor allem von Kriminalromanen                                                        | 78    |       |
| 6. August  | Hermann Schwabedissen                 | deutscher Prähistoriker                                                                                        | 83    |       |
| 7. August  | Ignazio Balsamo                       | italienischer Schauspieler                                                                                     | 81    |       |
| 7. August  | José Dames                            | argentinischer Bandoneonist, Bandleader und Tangokomponist                                                     | 86    |       |
| 7. August  | Hermann Druckrey                      | deutscher Pharmakologe, Toxikologe und Onkologe                                                                | 90    |       |
| 7. August  | Robert Hutton                         | US-amerikanischer Film- und Fernsehschauspieler                                                                | 74    |       |
| 7. August  | Walter Thoms                          | deutscher Betriebswirt, NS-Funktionär                                                                          | 94    |       |
| 8. August  | Serge Leclaire                        | französischer Psychoanalytiker                                                                                 | 70    |       |
| 8. August  | Leonid Maximowitsch Leonow            | sowjetischer Schriftsteller und Dramatiker                                                                     | 95    |       |
| 8. August  | Mordecai Seter                        | israelischer Komponist                                                                                         | 78    |       |
| 08. August | Ada Smith                             | britische Turnerin                                                                                             | 91    |       |
| 9. August  | Clarence Ford                         | US-amerikanischer R&B- und Jazzmusiker                                                                         | 64    |       |
| 09. August | William Galbraith                     | US-amerikanischer Turner                                                                                       | 87    |       |
| 9. August  | Klaus Holighaus                       | deutscher Segelflugzeugkonstrukteur und -pilot                                                                 | 54    |       |
| 9. August  | Helena Rasiowa                        | polnische Mathematikerin und Hochschullehrerin                                                                 | 77    |       |
| 10. August | Biswamoy Biswas                       | indischer Ornithologe und Naturschützer                                                                        | 71    |       |
| 10. August | Marie Dollinger                       | deutsche Leichtathletin                                                                                        | 83    |       |
| 10. August | Hanns Koerfer                         | deutscher Architekt                                                                                            | 85    |       |
| 10. August | Wladimir Michailowitsch Melanin       | russischer Biathlet und Olympiasieger                                                                          | 60    |       |
| 10. August | Revilo Pendleton Oliver               | US-amerikanischer Klassischer Philologe und Romanist                                                           | 86    |       |
| 10. August | Kay Petre                             | kanadische Autorennfahrerin                                                                                    | 91    |       |
| 10. August | Jessie Sumner                         | US-amerikanische Politikerin                                                                                   | 96    |       |
| 11. August | Ernst Blaser                          | Schweizer Agronom und Politiker (SVP)                                                                          | 71    |       |
| 11. August | Peter Cushing                         | britischer Schauspieler                                                                                        | 81    |       |
| 11. August | Marko Jozinović                       | Erzbischof von Sarajevo                                                                                        | 74    |       |
| 11. August | Alfons Schöberl                       | deutscher Chemiker                                                                                             | 91    |       |
| 11. August | Markus Trepp                          | Schweizer Schachspieler                                                                                        | 32    |       |
| 11. August | Rudolf Zach                           | österreichischer Volksschuldirektor, Beamter, Naturschutzbeauftragter, Heimatpfleger und Autor                 | 89    |       |
| 12. August | Gene Cherico                          | US-amerikanischer Jazzmusiker                                                                                  | 59    |       |
| 12. August | Barbara Grabowska                     | polnische Schauspielerin                                                                                       | 39    |       |
| 12. August | Anton Giulio Majano                   | italienischer Film- und Fernsehregisseur sowie Drehbuchautor                                                   | 85    |       |
| 12. August | Hermann Markus Preßl                  | österreichischer Komponist, Musikpädagoge                                                                      | 55    |       |
| 12. August | Manfred Salzgeber                     | deutscher Schauspieler, Filmemacher, Berlinale-Sektionsleiter und Gründer eines schwul-lesbischen Filmverleihs | 51    |       |
| 12. August | Waldo E. Smith                        | US-amerikanischer Geophysiker und Ingenieur                                                                    | 93    |       |
| 12. August | Harold Tower                          | US-amerikanischer Ruderer                                                                                      | 83    |       |
| 12. August | Walter Vogel                          | Schweizer Maler, Grafiker, Zeichner und Restaurator                                                            | 94    |       |
| 13. August | Raymond Gallois-Montbrun              | französischer Komponist und Violinist                                                                          | 75    |       |
| 13. August | Friedrich Ernst Hunsche               | deutscher Schriftsteller und Archivar                                                                          | 88    |       |
| 13. August | Walentin Jegorowitsch Kusin           | russischer Eishockeyspieler                                                                                    | 67    |       |
| 13. August | Simon Robert Naali                    | tansanischer Mittel- und Langstreckenläufer                                                                    | 28    |       |
| 13. August | Gertrud Sasse                         | deutsche Politikern (LDPD), MdV                                                                                | 92    |       |
| 13. August | Manfred Wörner                        | deutscher Jurist und Politiker (CDU), MdB                                                                      | 59    |       |
| 14. August | Mildred Breedlove                     | US-amerikanische Dichterin                                                                                     | 90    |       |
| 14. August | Elias Canetti                         | deutschsprachiger Schriftsteller und Literatur-Nobelpreisträger                                                | 89    |       |
| 14. August | Alice Childress                       | US-amerikanische Dramatikerin, Schauspielerin und Schriftstellerin                                             | 73    |       |
| 14. August | Fritz Hanel                           | deutscher evangelischer Kirchenbeamter, Bühnenbildner, Buchillustrator, Grafiker und Kunstmaler                | 86    |       |
| 14. August | Joan Harrison                         | britische Drehbuchautorin und Filmproduzentin                                                                  | 87    |       |
| 14. August | Else Rambausek                        | österreichische Schauspielerin                                                                                 | 86    |       |
| 15. August | Paul Anderson                         | US-amerikanischer Gewichtheber                                                                                 | 61    |       |
| 15. August | Erik Anker                            | norwegischer Segler                                                                                            | 90    |       |
| 15. August | Heinz Gruchot                         | deutscher Maler                                                                                                | 75    |       |
| 15. August | Wilhelm Kämmerer                      | deutscher Ingenieur und Computerpionier der DDR                                                                | 89    |       |
| 15. August | Max Ludwig Oppenheimer                | deutscher Publizist und Historiker                                                                             | 74    |       |
| 15. August | Bernhard Steinert                     | deutscher Autor, Komponist und Heimathistoriker                                                                | 82    |       |
| 15. August | Wadim Alexandrowitsch Trapesnikow     | russischer Elektroingenieur und Kybernetiker                                                                   | 88    |       |
| 15. August | Wout Wagtmans                         | niederländischer Radrennfahrer                                                                                 | 64    |       |
| 16. August | André Pailler                         | französischer römisch-katholischer Geistlicher, Erzbischof von Rouen und Primas der Normandie                  | 81    |       |
| 16. August | Dieter Wintgen                        | deutscher Physiker                                                                                             | 37    |       |
| 17. August | Luigi Chinetti                        | italienisch-US-amerikanischer Automobilrennfahrer                                                              | 93    |       |
| 17. August | Tom Pollock                           | kanadischer Eishockeyspieler                                                                                   | 69    |       |
| 17. August | Rocky Pomerance                       | US-amerikanischer Polizist                                                                                     | 66    |       |
| 17. August | Jack Sharkey                          | US-amerikanischer Boxer und Weltmeister im Schwergewicht (1932–1933)                                           | 91    |       |
| 18. August | John Beavan, Baron Ardwick            | britischer Journalist und Life Peer                                                                            | 84    |       |
| 18. August | Martin Cahill                         | irischer Gangster                                                                                              | 45    |       |
| 18. August | Gottlob Frick                         | deutscher Opernsänger (Bass)                                                                                   | 88    |       |
| 18. August | Jeschajahu Leibowitz                  | israelischer Religionsphilosoph und Biochemiker                                                                | 91    |       |
| 18. August | Francis Raymond Shea                  | US-amerikanischer Geistlicher, Bischof von Evansville                                                          | 80    |       |
| 18. August | Richard L. M. Synge                   | englischer Chemiker, Nobelpreis für Chemie (1952)                                                              | 79    |       |
| 18. August | Wasgen I.                             | Katholikos der Armenischen Apostolischen Kirche                                                                | 85    |       |
| 18. August | Juri Alexandrowitsch Zizinow          | russischer Eishockeyspieler                                                                                    | 56    |       |
| 19. August | Hans Ahner                            | deutscher Journalist und Schriftsteller                                                                        | 73    |       |
| 19. August | Albert P. Blaustein                   | US-amerikanischer Jurist und Verfassungsrechtler                                                               | 72    |       |
| 19. August | Louis de Froment                      | französischer Dirigent                                                                                         | 72    |       |
| 19. August | Ladislav Fuks                         | tschechischer Prosa-Autor und Verfasser psychologischer Romane                                                 | 70    |       |
| 19. August | Jean Emily Henley                     | US-amerikanische Anästhesistin                                                                                 | 83    |       |
| 19. August | Warwara Jachimowitsch                 | sowjetische bzw. russische Geologin                                                                            | 80    |       |
| 19. August | Theodor Kaluza                        | deutscher Mathematiker und Hochschullehrer                                                                     | 83    |       |
| 19. August | Anton Peter Khoraiche                 | libanesischer Theologe, Kardinal                                                                               | 86    |       |
| 19. August | Linus Pauling                         | US-amerikanischer Chemiker                                                                                     | 93    |       |
| 19. August | Fausto Reinaga                        | indianischer Schriftsteller                                                                                    | 88    |       |
| 19. August | Hugo Resch                            | deutscher Sprachforscher                                                                                       | 69    |       |
| 19. August | Robert Iwanowitsch Roschdestwenski    | russischer Schriftsteller                                                                                      | 62    |       |
| 19. August | Friedrich Seethaler                   | deutscher Verwaltungsbeamter und Kommunalpolitiker                                                             | 92    |       |
| 19. August | Hanna-Maria Zippelius                 | deutsche Verhaltensbiologin                                                                                    | 72    |       |
| 20. August | Martin Gutl                           | österreichischer Benediktiner und Buchautor                                                                    | 52    |       |
| 20. August | Hermann Hackmann                      | deutscher Schutzhaftlagerführer im KZ Majdanek                                                                 | 80    |       |
| 20. August | Guy Jarrosson                         | französischer Politiker, Mitglied der Nationalversammlung                                                      | 83    |       |
| 20. August | Aleksandar Petrović                   | jugoslawischer Filmregisseur                                                                                   | 65    |       |
| 20. August | Antonio Sella                         | italienischer Radrennfahrer                                                                                    | 84    |       |
| 21. August | Rose Laub Coser                       | US-amerikanisch-deutsche Soziologin                                                                            | 78    |       |
| 21. August | Anita Lizana                          | chilenische Tennisspielerin                                                                                    | 78    |       |
| 22. August | Tadeusz Adamowski                     | polnischer Eishockeyspieler und -trainer                                                                       | 92    |       |
| 22. August | Allan Houser                          | US-amerikanischer Maler und Bildhauer der Moderne                                                              | 80    |       |
| 22. August | Robert H. Reichardt                   | Schweizer Soziologe und Hochschullehrer                                                                        | 67    |       |
| 22. August | Kurt Rosentritt                       | deutscher Boxtrainer                                                                                           | 76    |       |
| 22. August | Alois Scharl                          | deutscher Maler und Grafiker                                                                                   | 72    |       |
| 23. August | Hilarius Breitinger                   | deutscher Minoriten-Pater                                                                                      | 87    |       |
| 23. August | Zoltán Fábri                          | ungarischer Regisseur                                                                                          | 76    |       |
| 23. August | Kurt Issleib                          | deutscher Chemiker                                                                                             | 74    |       |
| 23. August | Emil Meynen                           | deutscher Geograph                                                                                             | 91    |       |
| 23. August | Egon Pawlitzek                        | deutscher Textilfabrikant und Senator (Bayern)                                                                 | 87    |       |
| 23. August | Alfredo Pérez                         | argentinischer Fußballspieler                                                                                  | 70    |       |
| 23. August | Fisher Tull                           | US-amerikanischer Komponist, Musikpädagoge und Trompeter                                                       | 59    |       |
| 23. August | Paolo Volponi                         | italienischer Schriftsteller                                                                                   | 70    |       |
| 24. August | Wolf von Aichelburg                   | siebenbürgisch-deutscher Schriftsteller                                                                        | 82    |       |
| 24. August | Birutė Nedzinskienė                   | litauische Politikerin, Mitglied des Seimas                                                                    | 38    |       |
| 24. August | Helene Schoettle                      | deutsche Kommunalpolitikerin (SPD)                                                                             | 91    |       |
| 24. August | Patrizia Viotti                       | italienische Schauspielerin                                                                                    | 44    |       |
| 25. August | Don Les                               | US-amerikanischer Mundharmonikaspieler                                                                         | 79    |       |
| 25. August | Reinhard Löw                          | deutscher Philosoph, Naturwissenschaftler und Historiker                                                       | 45    |       |
| 25. August | Marten Mendez                         | US-amerikanischer Badmintonspieler                                                                             | 77    |       |
| 26. August | Jehoschafat Harkabi                   | israelischer Politikwissenschaftler und Nachrichtenoffizier                                                    | 72    |       |
| 26. August | Werner Klemke                         | deutscher Grafiker                                                                                             | 77    |       |
| 26. August | Heinrich Gerhard Kuhn                 | deutsch-britischer Physiker                                                                                    | 90    |       |
| 26. August | Tariq Yunus                           | indischer Schauspieler                                                                                         | 47    |       |
| 27. August | Roberto Goyeneche                     | argentinischer Tangomusiker                                                                                    | 68    |       |
| 27. August | Lorenz Humburg                        | deutscher Maler und Kunstpädagoge                                                                              | 87    |       |
| 27. August | Frank Jeske                           | deutscher Fußballspieler                                                                                       | 34    |       |
| 27. August | Franz Josef Wothe                     | deutscher katholischer Priester, Autor, Apostolischer Visitator                                                | 83    |       |
| 28. August | Léonce Cretin                         | französischer Skilangläufer                                                                                    | 84    |       |
| 28. August | Pepita Embil                          | spanische Zarzuelasängerin                                                                                     | 76    |       |
| 28. August | Georg Jöstingmeier                    | deutscher Jurist und Politiker (CDU), MdL                                                                      | 88    |       |
| 28. August | Alfonso Letelier Llona                | chilenischer Komponist und Musikpädagoge                                                                       | 81    |       |
| 28. August | Rudi Mittig                           | deutscher Politiker (SED), stellvertretender Minister für Staatssicherheit der DDR und Mitglied des ZK der SED | 69    |       |
| 28. August | Neil Mochan                           | schottischer Fußballspieler                                                                                    | 67    |       |
| 29. August | Major Lance                           | amerikanischer Sänger                                                                                          | 55    |       |
| 29. August | Beda Menzel                           | deutscher Benediktiner, Kunst- und Kirchenhistoriker                                                           | 90    |       |
| 29. August | Jack Miller                           | US-amerikanischer Politiker und Jurist                                                                         | 78    |       |
| 30. August | Lindsay Anderson                      | britischer Regisseur                                                                                           | 71    |       |
| 30. August | Olav Gjærevoll                        | norwegischer Politiker (Arbeiderpartiet), Minister, Bürgermeister, Botaniker und Hochschullehrer               | 77    |       |
| 30. August | Curt Hallauer                         | Schweizer Bakteriologe und Virologe                                                                            | 94    |       |
| 30. August | Alfonso Rehobong Oiterong             | palauischer Politiker                                                                                          | 69    |       |
| 30. August | Filippo Zappata                       | italienischer Luftfahrtpionier                                                                                 | 100   |       |
| 31. August | Carla Brill                           | deutsche Bildhauerin, Malerin und Zeichnerin                                                                   | 87    |       |
| 31. August | Afonso de Oliveira Lima               | brasilianischer Ordensgeistlicher, Bischof von Brejo                                                           | 78    |       |
| 31. August | Eberhard Roters                       | deutscher Kunsthistoriker, Gründungsdirektor der Berlinischen Galerie                                          | 65    |       |
| 31. August | Heinz Schmellenmeier                  | deutscher Physiker und Chemiker                                                                                | 85    |       |
| August     | Frederick Wilson                      | britischer Filmeditor                                                                                          | 81    |       |

## September
| Tag           | Name                                    | Beruf, bekannt als                                                                                 | Alter | Beleg |
| ------------- | --------------------------------------- | -------------------------------------------------------------------------------------------------- | ----- | ----- |
| 1. September  | Konrad Ameln                            | deutscher Hymnologe und Musikwissenschaftler                                                       | 95    |       |
| 1. September  | Artur Balsam                            | US-amerikanischer Pianist und Musikpädagoge                                                        | 88    |       |
| 1. September  | Jean Bernard                            | luxemburgischer Geistlicher, Autor und Widerstandsaktivist gegen NS                                | 87    |       |
| 1. September  | Werner Kruse                            | deutscher Zeichner und Illustrator                                                                 | 83    |       |
| 1. September  | Otto Reindl                             | deutscher Politiker (WAV, DP), MdB                                                                 | 93    |       |
| 1. September  | Adolf Saile                             | deutscher Glasmaler                                                                                | 88    |       |
| 1. September  | Erwin Wascher                           | österreichischer Politiker (VdU), Landtagsabgeordneter                                             | 90    |       |
| 2. September  | Jesús Chousal                           | chilenischer Radrennfahrer                                                                         | 83    |       |
| 2. September  | Otto Hunsche                            | deutscher Regierungsrat und Täter des Holocaust                                                    | 83    |       |
| 2. September  | Eugene Lawler                           | US-amerikanischer Mathematiker                                                                     | 61    |       |
| 2. September  | Detlef Macha                            | deutscher Radrennfahrer                                                                            | 35    |       |
| 2. September  | Giuseppe Martano                        | italienischer Radrennfahrer                                                                        | 83    |       |
| 2. September  | Sergei Michailowitsch Polikanow         | russischer Physiker                                                                                | 67    |       |
| 2. September  | Józef Światło                           | polnischer Geheimdienstoffizier und Überläufer                                                     | 79    |       |
| 03. September | Harold Brewster                         | US-amerikanischer Hockeytorhüter                                                                   | 91    |       |
| 3. September  | Klaus Endruweit                         | deutscher Tötungsarzt der Aktion T4                                                                | 80    |       |
| 03. September | Nikos Hadjikyriakos-Ghika               | griechischer Maler                                                                                 | 88    |       |
| 3. September  | Monja Jaona                             | madegassischer Politiker                                                                           | 84    |       |
| 3. September  | Gerhart Scheunert                       | deutscher Psychoanalytiker und Hochschullehrer                                                     | 88    |       |
| 3. September  | Otto Schönfeldt                         | deutscher Theaterleiter, Publizist und Politiker (BdD)                                             | 82    |       |
| 3. September  | Erich Streicher                         | deutscher Arzt und Forscher                                                                        | 63    |       |
| 3. September  | Heinz Szymczak                          | deutscher Politiker (CDU)                                                                          | 73    |       |
| 3. September  | Billy Wright                            | englischer Fußballspieler                                                                          | 70    |       |
| 4. September  | Peter Bläser                            | deutscher Theologe                                                                                 | 84    |       |
| 4. September  | Mark Bonham Carter, Baron Bonham-Carter | britischer Politiker und Publizist                                                                 | 72    |       |
| 4. September  | Laurens van Deenen                      | niederländischer Biochemiker                                                                       | 66    |       |
| 4. September  | Hans Gabor                              | ungarisch-österreichischer Dirigent                                                                | 70    |       |
| 4. September  | Ladislav Holoubek                       | slowakischer Komponist und Dirigent tschechischer Herkunft                                         | 81    |       |
| 04. September | Åke Ödmark                              | schwedischer Leichtathlet                                                                          | 77    |       |
| 4. September  | Friedrich Robak                         | österreichischer Politiker (SPÖ), Abgeordneter zum Nationalrat, Landtagsabgeordneter im Burgenland | 80    |       |
| 4. September  | Hans Seidenather                        | deutscher Geistlicher, Generalvikar im Bistum Limburg                                              | 85    |       |
| 4. September  | Hubertus Tellenbach                     | deutscher Psychiater                                                                               | 80    |       |
| 5. September  | Shimshon Amitsur                        | israelischer Mathematiker                                                                          | 73    |       |
| 5. September  | Louis Myers                             | US-amerikanischer Bluesmusiker                                                                     | 64    |       |
| 5. September  | Rudolf Raftl                            | österreichischer Fußballtormann                                                                    | 83    |       |
| 05. September | Karen Maud Rasmussen                    | dänische Schwimmerin                                                                               | 88    |       |
| 5. September  | Helmuth Stoecker                        | deutscher marxistischer Historiker                                                                 | 73    |       |
| 5. September  | Ike Williams                            | US-amerikanischer Boxer                                                                            | 71    |       |
| 5. September  | Fred Wilt                               | amerikanischer Leichtathlet und Leichtathletiktrainer, FBI-Agent                                   | 73    |       |
| 6. September  | Claude Bonnard                          | Schweizer Politiker (LPS)                                                                          | 71    |       |
| 6. September  | James Clavell                           | australischer Romanschriftsteller, Drehbuchautor und Regisseur                                     | 69    |       |
| 6. September  | Wolf Donner                             | deutscher Journalist, Filmpublizist und Filmkritiker                                               | 55    |       |
| 6. September  | Egon Eis                                | österreichischer Drehbuchautor                                                                     | 83    |       |
| 6. September  | Michele Gandin                          | italienischer Kurzfilmregisseur und Filmjournalist                                                 | 79    |       |
| 6. September  | Nicky Hopkins                           | britischer Rockmusiker, Pianist                                                                    | 50    |       |
| 6. September  | Max Kaminsky                            | US-amerikanischer Jazztrompeter                                                                    | 85    |       |
| 6. September  | Erwin Scharf                            | österreichischer Politiker (SPÖ, KPÖ), Abgeordneter zum Nationalrat                                | 80    |       |
| 6. September  | Duccio Tessari                          | italienischer Filmregisseur                                                                        | 67    |       |
| 6. September  | Paul Xuereb                             | maltesischer Politiker, Präsident von Malta                                                        | 71    |       |
| 7. September  | Wilhelm Blase                           | deutscher Politiker (SPD), MdBB und Bremer Senator                                                 | 84    |       |
| 7. September  | Eric Crozier                            | britischer Bühnenregisseur und Librettist                                                          | 79    |       |
| 7. September  | Homer D. Hagstrum                       | US-amerikanischer Experimentalphysiker                                                             | 79    |       |
| 7. September  | Dennis Morgan                           | US-amerikanischer Schauspieler                                                                     | 85    |       |
| 7. September  | Godfrey Quigley                         | irischer Schauspieler und Theaterregisseur                                                         | 71    |       |
| 7. September  | Terence Young                           | britischer Regisseur                                                                               | 79    |       |
| 8. September  | Juan Alonso                             | spanischer Fußballtorhüter                                                                         | 66    |       |
| 8. September  | Barry Graves                            | deutscher Journalist, Autor und Hörfunkmoderator                                                   | 52    |       |
| 8. September  | Walter Heiligenberg                     | deutscher Verhaltensbiologe und Neuroethologe                                                      | 56    |       |
| 8. September  | Joachim Korn                            | deutscher Nachrichtentechniker und Rundfunk- und Fernseh-Pionier                                   | 75    |       |
| 8. September  | Heinz Rupp                              | deutscher Germanist und Hochschullehrer                                                            | 74    |       |
| 8. September  | János Szentágothai                      | ungarischer Anatom und Neurobiologe                                                                | 81    |       |
| 9. September  | Käthe Braun                             | deutsche Theater- und Filmschauspielerin                                                           | 80    |       |
| 9. September  | Friedrich Jakob                         | deutscher Offizier                                                                                 | 84    |       |
| 9. September  | Alfred R. Loeblich                      | US-amerikanischer Mikropaläontologe und Foraminiferen-Forscher                                     | 80    |       |
| 9. September  | Mickey McLaney                          | US-amerikanischer irish Mobster                                                                    | 79    |       |
| 9. September  | Douglas Morrow                          | US-amerikanischer Drehbuchautor                                                                    | 80    |       |
| 9. September  | Patrick O’Neal                          | US-amerikanischer Schauspieler                                                                     | 66    |       |
| 9. September  | Oswald von Richthofen                   | deutscher Jurist und Diplomat                                                                      | 85    |       |
| 9. September  | Hagbarth Schjøtt                        | norwegischer Geschäftsmann                                                                         | 100   |       |
| 10. September | Jewgeni Aronowitsch Dolmatowski         | sowjetischer Dichter und Liedtexter                                                                | 79    |       |
| 10. September | Hanna Elisabeth Biermann-Ratjen         | deutsche Textildesignerin                                                                          | 75    |       |
| 10. September | Charles Drake                           | US-amerikanischer Schauspieler                                                                     | 76    |       |
| 10. September | Fritz Linder                            | deutscher Chirurg und Hochschullehrer                                                              | 82    |       |
| 10. September | Max Morlock                             | deutscher Fußballspieler                                                                           | 69    |       |
| 11. September | Milan Dubrović                          | österreichischer Publizist, Chefredakteur, Herausgeber und Diplomat                                | 90    |       |
| 11. September | Dernell Every                           | US-amerikanischer Fechter                                                                          | 88    |       |
| 11. September | Herbert Günter                          | deutscher Politiker (SPD) und Abgeordneter des Niedersächsischen Landtages                         | 81    |       |
| 11. September | Marianne Hold                           | deutsche Schauspielerin                                                                            | 61    |       |
| 11. September | Mladen Rubčić                           | deutscher Architekt                                                                                | 67    |       |
| 11. September | Friedrich Schmiedl                      | österreichischer Raketenpionier, Erfinder der Raketenpost                                          | 92    |       |
| 11. September | Luciano Sgrizzi                         | italienischer Pianist, Cembalist und Komponist                                                     | 83    |       |
| 11. September | Jessica Tandy                           | britische Schauspielerin                                                                           | 85    |       |
| 11. September | Crawford Wethington                     | US-amerikanischer Jazzmusiker                                                                      | 86    |       |
| 12. September | Walter Aichinger                        | österreichischer Politiker (VdU, FPÖ), Landtagsabgeordneter                                        | 78    |       |
| 12. September | Jean-Baptiste Duroselle                 | französischer Historiker                                                                           | 76    |       |
| 12. September | Tom Ewell                               | US-amerikanischer Schauspieler                                                                     | 85    |       |
| 12. September | Boris Borissowitsch Jegorow             | sowjetischer Kosmonaut, Arzt                                                                       | 56    |       |
| 12. September | Paul Waibel                             | österreichischer Politiker und Rechtsanwalt                                                        | 91    |       |
| 13. September | Erich Buschenhagen                      | deutscher Offizier, zuletzt General der Infanterie                                                 | 98    |       |
| 13. September | Richard Herrnstein                      | US-amerikanischer Psychologe                                                                       | 64    |       |
| 13. September | Hanna Kunath                            | deutsche Pilotin                                                                                   | 85    |       |
| 13. September | Udo Langhoff                            | deutscher Schauspieler, Fernsehregisseur und -produzent                                            | 82    |       |
| 13. September | Robin Murdoch                           | britischer Sprinter                                                                                | 83    |       |
| 13. September | John Stevens                            | britischer Jazz-Schlagzeuger                                                                       | 54    |       |
| 13. September | Carl Voss                               | US-amerikanischer Eishockeyspieler                                                                 | 87    |       |
| 13. September | Woodie Wilson                           | US-amerikanischer NASCAR-Rennfahrer                                                                | 69    |       |
| 13. September | William Berntsen                        | dänischer Segler                                                                                   | 82    |       |
| 14. September | Franz Bader                             | austroamerikanischer Buchhändler, Kunsthändler, Galerist und Fotograf                              | 90    |       |
| 14. September | Maurice Fiennes                         | britischer Industrieller                                                                           | 87    |       |
| 14. September | Heinz Gerischer                         | deutscher Chemiker                                                                                 | 75    |       |
| 14. September | David van de Kop                        | niederländischer Bildhauer                                                                         | 56    |       |
| 14. September | Jürgen Dieter Waidelich                 | deutscher Theaterwissenschaftler, Intendant und Kulturpolitiker                                    | 63    |       |
| 15. September | Charles Allé                            | französischer Fußballtorhüter                                                                      | 90    |       |
| 15. September | Haywood Henry                           | US-amerikanischer Jazz- und R&B-Musiker                                                            | 81    |       |
| 15. September | Moana Pozzi                             | italienische Schauspielerin und Pornodarstellerin                                                  | 33    |       |
| 15. September | Mark Stevens                            | US-amerikanischer Schauspieler und Filmregisseur                                                   | 78    |       |
| 15. September | Werner E. Stichnote                     | deutscher Verleger                                                                                 | 86    |       |
| 15. September | Heinrich Otto Vogel                     | deutscher Architekt                                                                                | 96    |       |
| 16. September | Johnny Berry                            | englischer Fußballspieler                                                                          | 68    |       |
| 16. September | Theodore L. Cairns                      | kanadisch-US-amerikanischer Chemiker                                                               | 80    |       |
| 16. September | Jorge Luis Córdova                      | puerto-ricanischer Politiker                                                                       | 87    |       |
| 16. September | Albert Decourtray                       | französischer Kardinal und Erzbischof von Lyon                                                     | 71    |       |
| 16. September | Karl Dönch                              | deutscher Sänger                                                                                   | 79    |       |
| 16. September | Filip Geltz                             | rumänischer Politiker und Vertreter rumäniendeutscher Interessen                                   | 93    |       |
| 16. September | Dolly Haas                              | US-amerikanische Schauspielerin                                                                    | 84    |       |
| 16. September | Maria Jacobi                            | deutsche Politikerin (Zentrum, CDU), MdB                                                           | 88    |       |
| 16. September | Bernie Leighton                         | US-amerikanischer Jazzmusiker                                                                      | 73    |       |
| 16. September | Frank E. Richart                        | US-amerikanischer Bauingenieur                                                                     | 75    |       |
| 16. September | Rolf Vogel                              | deutscher Journalist                                                                               | 73    |       |
| 17. September | Arnold Badjou                           | belgischer Fußballtorwart                                                                          | 88    |       |
| 17. September | Hans Flasche                            | deutscher Romanist, Hispanist, Lusitanist und Hochschullehrer                                      | 82    |       |
| 17. September | Gego                                    | deutsch-venezolanische Künstlerin                                                                  | 82    |       |
| 17. September | Vitas Gerulaitis                        | US-amerikanischer Tennisspieler                                                                    | 40    |       |
| 17. September | Gábor Kiss                              | deutscher Soziologe ungarischer Herkunft                                                           | 63    |       |
| 17. September | Alfred Klinkan                          | österreichischer Maler                                                                             | 44    |       |
| 17. September | Edward J. Patten                        | US-amerikanischer Politiker                                                                        | 89    |       |
| 17. September | Karl Popper                             | österreichisch-britischer Philosoph und Wissenschaftstheoretiker                                   | 92    |       |
| 17. September | Thorsten Sellin                         | US-amerikanischer Soziologe und Kriminologe                                                        | 97    |       |
| 17. September | Wolfgang Weynen                         | deutscher Diplom-Kaufmann und Geschäftsführer der Deutschen Presseagentur                          | 81    |       |
| 17. September | Peter Zaremba                           | US-amerikanischer Hammerwerfer                                                                     | 85    |       |
| 18. September | Richard Fellmann                        | deutscher Politiker (CDU), MdL                                                                     | 85    |       |
| 18. September | Clarence Long                           | US-amerikanischer Politiker                                                                        | 85    |       |
| 18. September | Franco Moschino                         | italienischer Modedesigner                                                                         | 44    |       |
| 19. September | Joseph Iléo                             | kongolesischer Politiker der Demokratischen Republik Kongo                                         | 73    |       |
| 19. September | Donald Lash                             | US-amerikanischer Leichtathlet                                                                     | 82    |       |
| 19. September | Carleton Sprague Smith                  | US-amerikanischer Musik- und Kulturwissenschaftler, Bibliothekar, Hochschullehrer und Flötist      | 89    |       |
| 19. September | Benjamín Núñez Vargas                   | costa-ricanischer Priester und Diplomat                                                            | 79    |       |
| 19. September | Emile Wafflard                          | belgischer Karambolagespieler                                                                      | 66    |       |
| 20. September | Lina Basquette                          | US-amerikanische Schauspielerin                                                                    | 87    |       |
| 20. September | Petr Čepek                              | tschechischer Schauspieler                                                                         | 54    |       |
| 20. September | Michael Dekel                           | israelischer Politiker                                                                             | 74    |       |
| 20. September | Rahel Draber                            | niederländische Harfenistin                                                                        | 86    |       |
| 20. September | Jimmy Hamilton                          | US-amerikanischer Tenorsaxophonist und Klarinettist                                                | 77    |       |
| 20. September | Jan Hána                                | tschechischer Bildhauer                                                                            | 66    |       |
| 20. September | Jule Styne                              | US-amerikanischer Komponist                                                                        | 88    |       |
| 21. September | Hans-Joachim Hangstein                  | deutscher Radsportfunktionär, Präsident des Bundes Deutscher Radfahrer und Hallenchef              | 70    |       |
| 21. September | Johannes Kühl                           | deutscher Maler, Grafiker und Galerist                                                             | 72    |       |
| 21. September | Karl Lukits                             | deutscher Politiker (CDU der DDR), MdV.                                                            | 73    |       |
| 21. September | Egons Maisaks                           | sowjetischer bzw. lettischer Schauspieler                                                          | 46    |       |
| 21. September | René-Joseph Piérard                     | römisch-katholischer Bischof von Châlons in Frankreich                                             | 95    |       |
| 22. September | Teddy Buckner                           | US-amerikanischer Jazztrompeter                                                                    | 85    |       |
| 22. September | Maria Carta                             | italienische Schauspielerin und Sängerin                                                           | 60    |       |
| 22. September | Leonard Feather                         | englischer Musikkritiker                                                                           | 80    |       |
| 22. September | Albert Hassler                          | französischer Eishockeyspieler und Eisschnellläufer                                                | 90    |       |
| 22. September | Gerhard von Hessert                     | deutscher Athlet bei den Olympischen Winterspielen 1932                                            | 88    |       |
| 22. September | Hedwig Potthast                         | deutsche Sekretärin und Geliebte des Reichsführers SS Heinrich Himmler                             | 82    |       |
| 22. September | Igor Leonidowitsch Tschislenko          | russischer Fußballspieler                                                                          | 55    |       |
| 22. September | Herbert Nette                           | deutscher Redakteur und Autor (Oberhausen)                                                         | 92    |       |
| 22. September | Fritz Plaumann                          | deutsch-brasilianischer Entomologe                                                                 | 92    |       |
| 22. September | Edward Shackleton                       | britischer Forschungsreisender und Politiker (Labour Party), Mitglied des House of Commons         | 83    |       |
| 22. September | Fred Wood                               | chilenischer Fußballspieler                                                                        | 76    |       |
| 23. September | Jochen Allihn                           | deutscher Dirigent und Komponist                                                                   | 72    |       |
| 23. September | Robert Bloch                            | US-amerikanischer Autor                                                                            | 77    |       |
| 23. September | Helmut Brinckmann                       | deutscher Bildhauer                                                                                | 82    |       |
| 23. September | Karl Bruchhausen                        | deutscher Rechtswissenschaftler und Vorsitzender Richter am Bundesgerichtshof                      | 66    |       |
| 23. September | Johann Buchinger                        | österreichischer Lehrer und Politiker (ÖVP), Abgeordneter zum Oberösterreichischen Landtag         | 66    |       |
| 23. September | Johannes van Damme                      | niederländischer Geschäftsmann, wegen Drogenhandels zum Tode verurteilt                            | 59    |       |
| 23. September | Gyula Kluger                            | ungarischer Schachspieler                                                                          | 80    |       |
| 23. September | Alfred Lemmnitz                         | deutscher Minister für Volksbildung (DDR)                                                          | 89    |       |
| 23. September | Antanas Mikėnas                         | litauischer Leichtathlet                                                                           | 70    |       |
| 23. September | Severino Minelli                        | Schweizer Fußballspieler                                                                           | 85    |       |
| 23. September | Jürgen Ohlsen                           | deutscher Schauspieler                                                                             | 77    |       |
| 23. September | Madeleine Renaud                        | französische Bühnen- und Filmschauspielerin                                                        | 94    |       |
| 23. September | Nagendra Prasad Rijal                   | nepalesischer Politiker                                                                            | 67    |       |
| 24. September | Barry Bishop                            | US-amerikanischer Extrembergsteiger                                                                | 62    |       |
| 24. September | Friedrich Wilhelm Brinkmann             | deutscher Textilfabrikant                                                                          | 74    |       |
| 24. September | Carlos de Cárdenas Culmell              | kubanischer Segler                                                                                 | 90    |       |
| 24. September | Joseph Dünnwald                         | deutscher Politiker (CDU), MdL                                                                     | 82    |       |
| 24. September | Ruth Niehaus                            | deutsche Schauspielerin                                                                            | 69    |       |
| 24. September | Guido Santórsola                        | brasilianischer Komponist und Dirigent                                                             | 89    |       |
| 24. September | Otto F. Walter                          | Schweizer Schriftsteller                                                                           | 66    |       |
| 25. September | Joseph Churms                           | südafrikanischer Astronom                                                                          | 68    |       |
| 25. September | Claire Eckstein                         | deutsche moderne Tänzerin, Tanzregisseurin und Choreographin                                       | 90    |       |
| 25. September | Josef Kolb                              | österreichischer Physiker und Rektor der Universität Innsbruck                                     | 80    |       |
| 25. September | Arturo Bresciani                        | italienischer Radrennfahrer                                                                        | 91    |       |
| 25. September | Mari Sabusawa Michener                  | Japanese American Aktivistin, Kunstsammlerin und Philanthropin                                     | 74    |       |
| 25. September | Thomas Nkobi                            | südafrikanischer Politiker                                                                         | 71    |       |
| 25. September | Louis Ferdinand von Preußen             | preußischer Prinz, Oberhaupt des Hauses Hohenzollern                                               | 86    |       |
| 25. September | Lise Ringheim                           | dänische Schauspielerin                                                                            | 68    |       |
| 25. September | Charles Van Riper                       | US-amerikanischer Sprachtherapeut                                                                  | 88    |       |
| 25. September | Albert William Watson                   | US-amerikanischer Politiker                                                                        | 72    |       |
| 26. September | Henri Delmuyle                          | belgischer Radrennfahrer                                                                           | 78    |       |
| 26. September | Fritz Haferkamp                         | deutscher Architekt                                                                                | 69    |       |
| 26. September | Hannes Kottek                           | österreichischer Jazzmusiker                                                                       | 36    |       |
| 26. September | Ferdinand Piesen                        | deutscher Komponist und Übersetzer                                                                 | 85    |       |
| 27. September | Nigel Bowen                             | australischer Politiker und Außenminister                                                          | 83    |       |
| 27. September | Denys Haynes                            | britischer Klassischer Archäologe                                                                  | 81    |       |
| 27. September | Erich Kraemer                           | deutscher Künstler und Hochschullehrer                                                             | 64    |       |
| 27. September | Carlos Lleras Restrepo                  | kolumbianischer Politiker, Präsident von Kolumbien (1966–1970)                                     | 86    |       |
| 27. September | Carl Hans Watzinger                     | österreichischer Autor und Journalist                                                              | 86    |       |
| 28. September | Alfred Beck                             | deutscher Fußballspieler                                                                           | 69    |       |
| 28. September | Victor FitzGeorge-Balfour               | britischer General                                                                                 | 81    |       |
| 28. September | Rolf Hosemann                           | deutscher Physiker                                                                                 | 82    |       |
| 28. September | Pierre Isacsson                         | schwedischer Musiker, Schauspieler und Hörspielsprecher                                            | 46    |       |
| 28. September | Harry Saltzman                          | US-amerikanischer Filmproduzent                                                                    | 78    |       |
| 28. September | Gerhart Schürch                         | Schweizer Politiker (FDP)                                                                          | 84    |       |
| 28. September | Robert Lee Fulton Sikes                 | US-amerikanischer Politiker                                                                        | 88    |       |
| 28. September | Nikolai Konstantinowitsch Tarassow      | sowjetischer bzw. russischer Jurist und Richter am Internationalen Gerichtshof                     | 70    |       |
| 28. September | Se’ew Zur                               | israelischer Politiker                                                                             | 83    |       |
| 29. September | Cheb Hasni                              | algerischer Sänger                                                                                 | 26    |       |
| 29. September | Lorenz Krüger                           | deutscher Wissenschaftsphilosoph und Wissenschaftshistoriker                                       | 61    |       |
| 29. September | Leonardo Ricci                          | italienischer Architekt                                                                            | 86    |       |
| 29. September | Gerhard Senkpiel                        | deutscher Politiker (DBD), DBD-Bezirksvorsitzender Rostock                                         | 64    |       |
| 30. September | Wilhelm Ernst Barkhoff                  | deutscher Rechtsanwalt, Bankier, Sozialreformator und Anthroposoph                                 | 78    |       |
| 30. September | Karl Baus                               | deutscher Kirchenhistoriker und Patrologe                                                          | 90    |       |
| 30. September | André Lwoff                             | französischer Mikrobiologe                                                                         | 92    |       |
| 30. September | Horst Ritze                             | deutscher Zahnmediziner und Prothetiker                                                            | 77    |       |
| 30. September | Roberto Eduardo Viola                   | argentinischer Diktator                                                                            | 69    |       |
| 30. September | Ludwig Weiß                             | österreichischer Politiker (ÖVP), Abgeordneter zum Nationalrat                                     | 92    |       |
| 30. September | Erwin Wolf                              | deutscher Trompeter                                                                                | 74    |       |
| September     | Meta Rogall                             | deutsche Betreiberin des „Haus Waterkant“                                                          | 59    |       |